# Flower of Scotland
Flower of Scotland (Flor d'Escòcia en català, Flùir na h-Alba en gaèlic escocès) és, juntament amb Scotland the Brave, l'himne no-oficial d'Escòcia. Aquesta cançó fou composta per Roy Williamson del grup folklòric "The Corries" a mitjans dels 60.
Escòcia, igual que Anglaterra, no té un himne nacional avalat pel Parlament (el tema s'ha debatut al parlament escocès sense prendre cap determinació). D'entre les peces que s'han interpretat per a fer-ne aquest paper, Flower of Scotland és la composició preferida dels escocesos, segons una enquesta del 2004.
Va ser utilitzada per primera vegada pels seguidors escocesos de l'equip de rugbi dels British Lions en ocasió de la seva gira per Àfrica del Sud del 1974. La federació escocesa de rugby (Scottish Rugby Union) decidí el 1993 que la peça seria interpretada abans de cada partit de la Selecció; la de futbol s'hi afegí el 1997.
En general, únicament es canten la primera i la tercera estrofes, per no allargar innecessàriament el protocol.

## Significat
Aquest cant patriòtic celebra alhora el paisatge escocès, i la victòria dels seus patriotes ("La Flor", els més braus) contra la invasió anglesa de finals del segle xiii i principis del segle xiv, en la Guerra d'Independència d'Escòcia. Com explica la pel·lícula Braveheart, els escocesos, menats per Robert the Bruce, expulsaren "l'exèrcit de l'orgullós  Eduard" (proud Edward's army) en vèncer la batalla de Bannockburn el 1314, que fou seguida per més de quatre segles d'independència. La segona estrofa menciona l'esperança de reveure (aviat) una Escòcia independent.
Amb el renaixement del nacionalisme escocès produït a partir dels anys 90, especialment vinculat al Partit Nacional Escocès, la cançó ha estat sovint emprada com a manifestació nacionalista.
Considerada per alguns massa agressiva envers els anglesos, la cançó fou objecte d'una petició popular adreçada al Parlament Escocès el 2004, demanant que deixés de ser utilitzada en actes esportius i fos reemplaçada per una altra. Tanmateix, una enquesta del 2006, que demanava als escocesos quina música volien per himne nacional, atorgà la primera posició i un 41% dels vots a Flower of Scotland, amb un 29% per a Scotland the Brave, en segon lloc.

## Text

### Angles (original)
O Flower of Scotland,
When will we see
Your like again
That fought and died for
Your wee bit hill and glen.
And stood against him,
Proud Edward's army,
And sent him homeward
To think again.

The hills are bare now,
And autumn leaves
Lie thick and still
O'er land that is lost now,
Which those so dearly held
That stood against him,
Proud Edward's army
And sent him homeward
To think again.

Those days are past now
And in the past
They must remain
But we can still rise now
And be the nation again!
That stood against him
Proud Edward's army
And sent him homeward
To think again.

O Flower of Scotland,
When will we see
Your like again
That fought and died for
Your wee bit hill and glen.
And stood against him,
Proud Edward's army,
And sent him homeward
To think again.